# Catherine Ashton
Catherine Margaret Ashton, baronessa Ashton of Upholland, potocznie lady Ashton (ur. 20 marca 1956 w Upholland, w hrabstwie Lancashire) – brytyjska polityk, w latach 2008–2009 komisarz Unii Europejskiej ds. handlu międzynarodowego, w latach 2009–2014 wysoki przedstawiciel Unii do spraw zagranicznych i polityki bezpieczeństwa, członkini Izby Lordów. Pełniła także funkcję przewodniczącego Izby oraz lorda przewodniczącego Rady. Należy do Partii Pracy.
Od 2017 roku jest rektorem Uniwersytetu Warwick.

## Życiorys

### Młodość i kariera zawodowa
Córka Harolda i Clare Ashtonów. Naukę rozpoczęła w Upholland Grammar School. W 1977 uzyskała licencjat z socjologii w Bradford College w Londynie.
Po ukończeniu studiów pracowała w Kampanii na rzecz Rozbrojenia Nuklearnego (CND), dochodząc w 1982 do funkcji skarbnika i wiceszefa tej organizacji. Reprezentowała CND na zjazdach brytyjskiej Partii Komunistycznej, współpracowała z periodykiem Marxism Today, aktywistami komunistycznymi w Holandii (grupa Stop The Neutron Bomb) i z Francuską Partią Komunistyczną. Z ramienia CND występowała przeciw rządowi Margaret Thatcher podczas wojny z Argentyną o Falklandy. Była rzecznikiem wycofania Wielkiej Brytanii z paktu NATO i sprzeciwiała się integracji europejskiej.
Po 1982 pracowała dla kilku organizacji zajmujących się m.in. nierównościami społecznymi na rynku pracy. Przez większość lat 90. była niezależnym konsultantem politycznym. Po przerwie związanej z wychowywaniem dzieci, w 1998 stanęła na czele administracji służby zdrowia hrabstwa Hertfordshire. Równocześnie była także wiceprzewodniczącą Narodowej Rady ds. Rodziców Samotnie Wychowujących Dzieci.

### Kariera polityczna

#### Wielka Brytania
2 sierpnia 1999 została kreowana parem dożywotnim jako baronessa Ashton of Upholland. W 2001 została parlamentarnym podsekretarzem stanu w ministerstwie edukacji i zdolności. W 2002 objęła kierownictwo nad projektem Pewnego Startu w tym samym ministerstwie. Dwa lata później parlamentarnym podsekretarzem stanu w ministerstwie spraw konstytucyjnych, gdzie odpowiadała za Archiwa Narodowe i Urząd Państwowej Kurateli. W 2006 lady Ashton została członkiem Tajnej Rady, a w maju 2007 parlamentarnym podsekretarzem stanu w nowo utworzonym resorcie sprawiedliwości.
28 czerwca 2007 nowy premier Gordon Brown postawił ją na czele Izby Lordów, co oznacza automatycznie miejsce wśród ministrów zasiadających w gabinecie. Stanowiska rządowe utraciła w przebudowie gabinetu w październiku 2008.

#### Unia Europejska
3 października 2008 ogłoszono, iż rząd Wielkiej Brytanii nominował ją na stanowisko komisarza UE ds. handlu, na którym zastąpiła swego partyjnego kolegę Petera Mandelsona, powołanego w skład gabinetu. 22 października jej kandydaturę zatwierdził Parlament Europejski.
19 listopada 2009 Rada Europejska powierzyła jej funkcję wysokiego przedstawiciela Unii Europejskiej do spraw zagranicznych i polityki bezpieczeństwa, urzędu utworzonego na mocy traktatu lizbońskiego. Catherine Ashton stała się pierwszą osobą pełniącą to stanowisko. Funkcję sprawowała do 1 listopada 2014.

## Życie prywatne
Jest żoną dziennikarza i działacza społecznego, Petera Kellnera. Ma z nim syna Roberta i córkę Rebeckę. Małżonkowie mieszkają w St Albans.

## Odznaczenia
2010: parostwo Zjednoczonego Królestwa (baronowa)

2015: Order św. Michała i św. Jerzego klasy Dama Wielkiego Krzyża

2014: Order Podwójnego Białego Krzyża II klasy (cywilny)